# Tachardiella cornuta
Tachardiella cornuta är en insektsart som först beskrevs av Cockerell 1894.  Tachardiella cornuta ingår i släktet Tachardiella och familjen Kerriidae. Inga underarter finns listade i Catalogue of Life.